# Bulbul à queue verte
Bleda eximius
Espèce
Statut de conservation UICN

 NT  : Quasi menacé
Le Bulbul à queue verte (Bleda eximius) est une espèce de passereau de la famille des Pycnonotidae.

## Répartition
On le trouve en Afrique de l'Ouest dans le Sud-Ouest du Ghana, Dans le Sud de la Côte d'Ivoire, au Libéria, dans le Sud de la Guinée et dans le Sud de la Sierra Leone.

## Habitat
Son habitat naturel est les forêts humides tropicales en plaine.
Il est menacé par la disparition de son habitat.